# Sinks Canyon State Park
Der Sinks Canyon State Park ist ein langgestreckter State Park in einer wasserführenden Schlucht in den Wind River Mountains. Er liegt 10 km südwestlich von Lander am Wyoming Highway 131 im Fremont County des US-Bundesstaates Wyoming. Im Südwesten des State Parks schließt sich der Shoshone National Forest an.
Der Middle Popo Agie River verlässt auf halbem Weg durch die Schlucht sein altes Bachbett und versinkt laut gurgelnd in einer Felsöffnung ("The Sinks"). Nach einer Strecke von etwa 400 m Luftlinie tritt das Wasser in einem Quelltopf wieder ans Tageslicht ("The Rise"). Lange Jahre war nicht geklärt, ob es sich dabei tatsächlich um den gleichen Wasserlauf handelt. Erst 1983 wurden von der United States Geological Survey und den Parkangestellten Färbeversuche mit Rhodamin durchgeführt und dabei festgestellt, dass das Wasser über zwei Stunden für die unterirdische Passage benötigt und am Quelltopf eine größere Schüttung vorliegt, also mehr Wasser austritt als im Schluckloch versinkt. In diesem Bereich quert der Fluss eine Karstschicht der Madison Limestone Formation. In dem löslichen kalkhaltigen Gestein haben sich durch Erosionsprozesse Risse und Spalten gebildet, in denen das Wasser versickern kann, die aber zu schmal sind um ihren Verlauf zu untersuchen. Unterirdische Kammern, Hohlräume oder Seen werden nicht ausgeschlossen, sind bislang aber nur Spekulation.

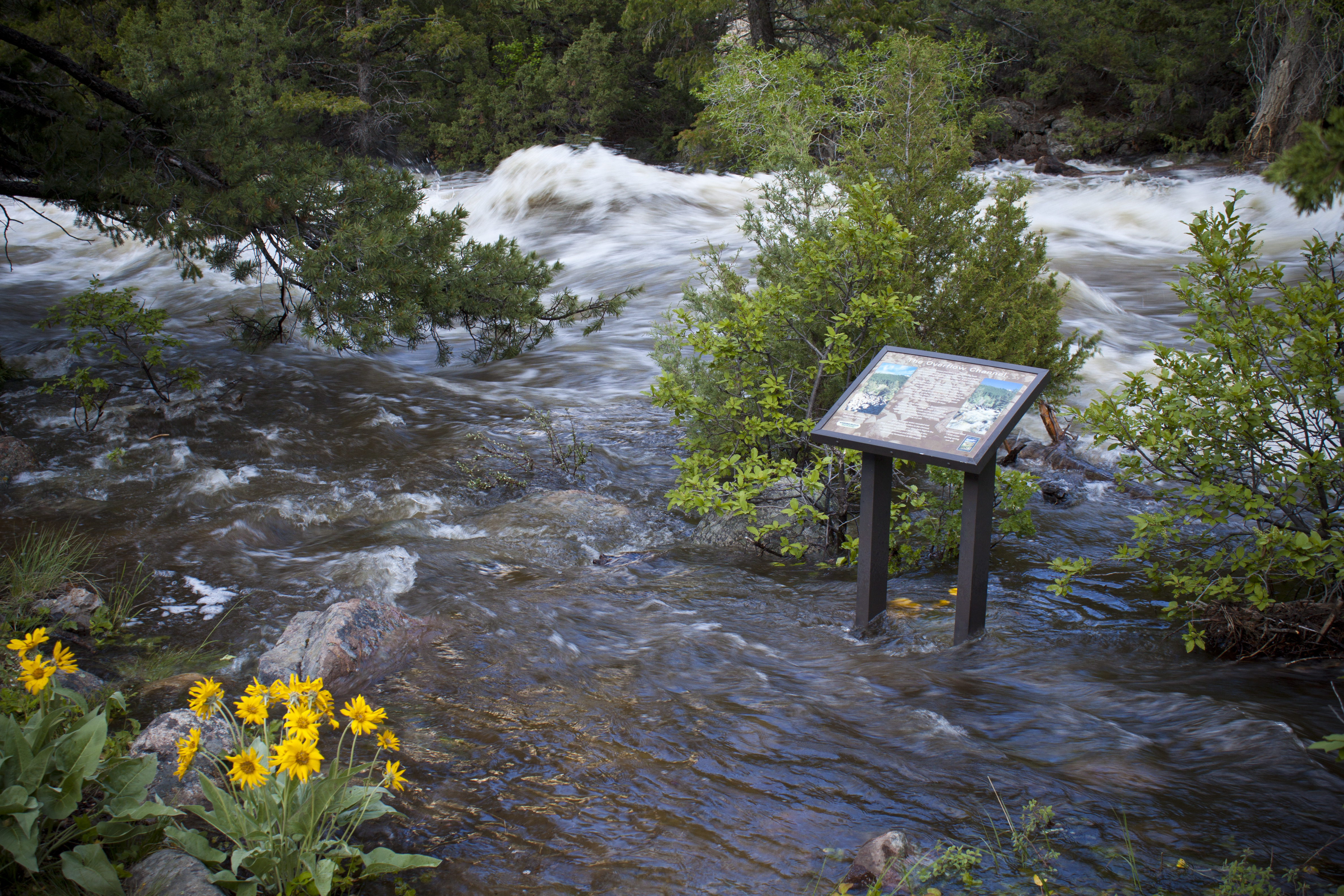
Schautafel zum Überlauf während eines Hochwassers

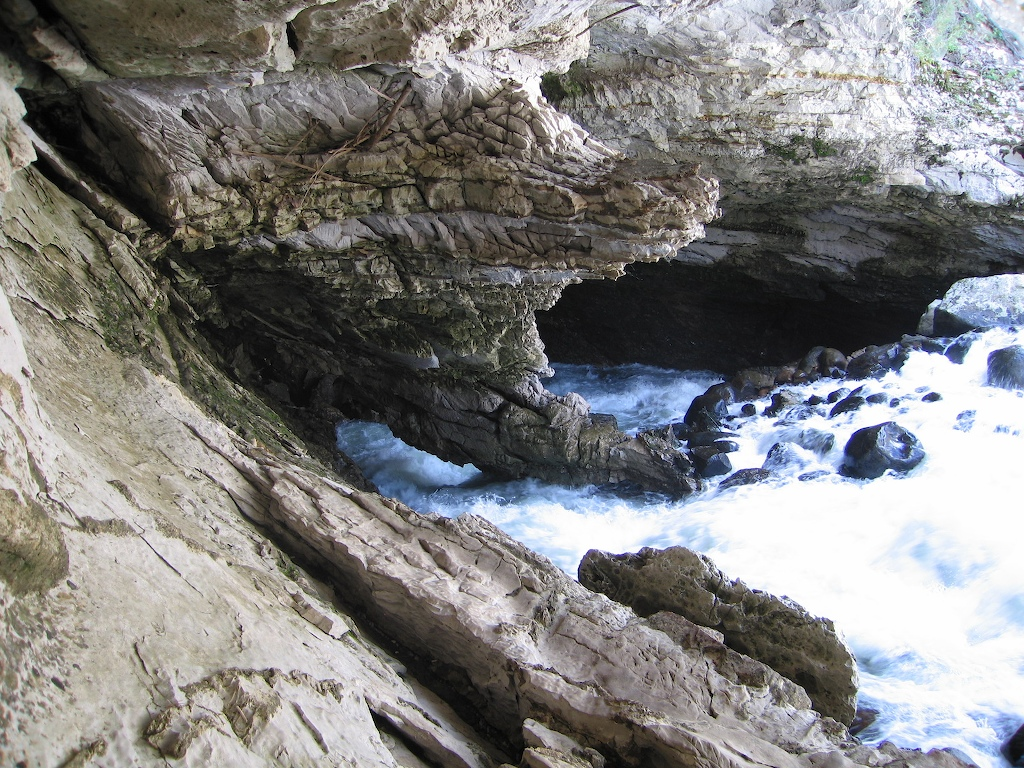
The Sinks verschluckt den Popo Agie River

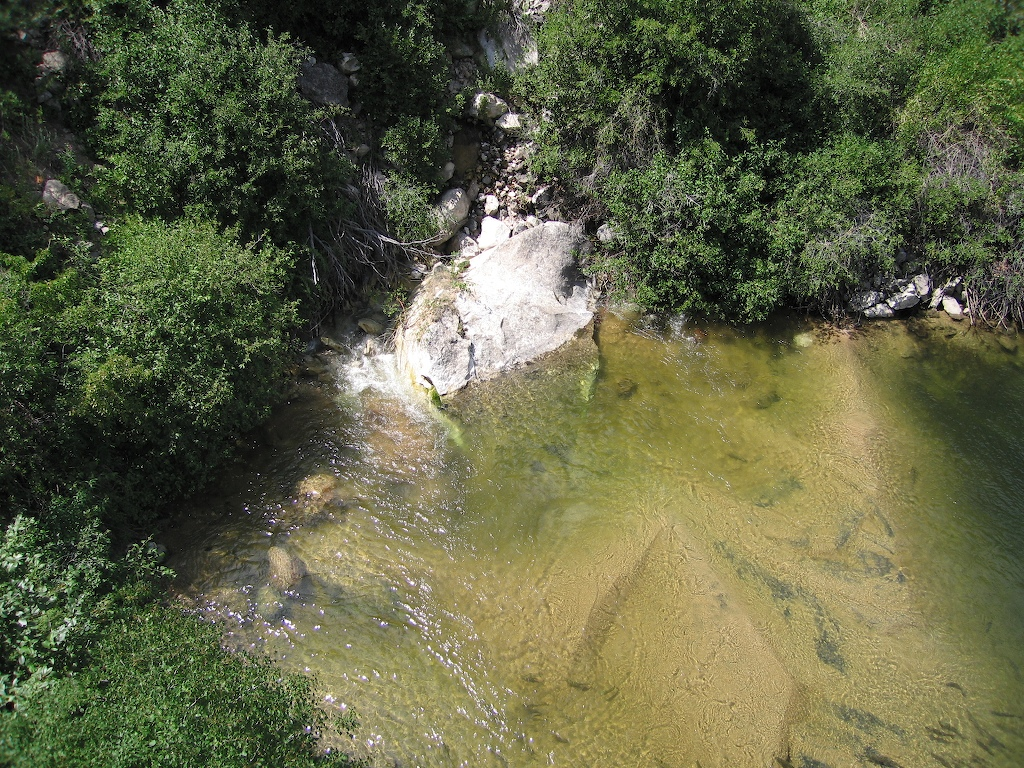
Der Quelltopf The Rise

Im Jahresmittel versinkt der komplette Wasserstrom mit durchschnittlich 4200 Liter pro Sekunde im Untergrund, nur bei Hochwasser mit über 14.000 Liter pro Sekunde dient das alte Flussbett als Überlauf. Das genaue Alter ist unbekannt, vermutlich haben die Gletscher der Eiszeit die Kalkschicht freigelegt und die Wassermassen der schmelzenden Gletscher den Erosionsprozess mechanisch und chemisch fortgesetzt. Den einheimischen Indianerstämmen sind die Schlucklöcher seit etlichen Generationen bekannt, die ersten weißen Trapper tauchten Anfang des 19. Jahrhunderts auf.
In der Schlucht lassen sich drei verschiedene Lebensräume unterscheiden, die schattigen Nordhänge mit dichtem Baumbestand an Douglasien und Limb Timber, die trockenen Südhänge mit einer von Wacholder und Wüsten-Beifuß dominierten Strauchgesellschaft und die feuchten Uferzonen mit Aspen, Weiden und Apfelbeeren sowie Geranium viscosissimum, Akeleien und Mimulus brevipes. Steinadler, Dickhornschafe und Murmeltiere können im Park beobachtet werden. Im Quelltopf und flussabwärts haben Regenbogenforelle und Bachforelle ein natürliches Vorkommen.
Am Schluckloch steht ein Besucherzentrum und erklärende Tafeln, am Quelltopf eine Aussichtsplattform. Im State Park gibt es mehrere Wanderwege, Picknickstellen und drei Campingplätze.